# Poecilochlora heterograpta
Poecilochlora heterograpta är en fjärilsart som beskrevs av W. Warren 1904. Poecilochlora heterograpta ingår i släktet Poecilochlora och familjen mätare. Inga underarter finns listade i Catalogue of Life.